# Slovenia Future Series 2019
Die Slovenia Future Series 2019 im Badminton fand vom 21. bis zum 24. November 2019 in Brežice statt.

## Sieger und Platzierte
| Disziplin    | Gold                         | Silber                                 | Bronze                           |
| ------------ | ---------------------------- | -------------------------------------- | -------------------------------- |
| Herreneinzel | Karan Rajan Rajarajan        | Jan Louda                              | David Jones                      |
| Herreneinzel | Karan Rajan Rajarajan        | Jan Louda                              | Talar Laa                        |
| Dameneinzel  | Jenjira Stadelmann           | Monika Szöke                           | Daniella Gonda                   |
| Dameneinzel  | Jenjira Stadelmann           | Monika Szöke                           | Réka Madarász                    |
| Herrendoppel | Jaromír Janáček Tomáš Švejda | Kristoffer Knudsen Mouritz Troels Munk | Jonathan Dolan David Walsh       |
| Herrendoppel | Jaromír Janáček Tomáš Švejda | Kristoffer Knudsen Mouritz Troels Munk | Louis Ducrot Romain Frank        |
| Damendoppel  | Frederikke Lund Signe Schulz | Amalie Cecilie Kudsk Elisa Melgaard    | Claudia Leal Laura Solis         |
| Damendoppel  | Frederikke Lund Signe Schulz | Amalie Cecilie Kudsk Elisa Melgaard    | Aline Müller Jenjira Stadelmann  |
| Mixed        | Miha Ivančič Petra Polanc    | Kristoffer Knudsen Elisa Melgaard      | Yann Orteu Aline Müller          |
| Mixed        | Miha Ivančič Petra Polanc    | Kristoffer Knudsen Elisa Melgaard      | Dominik Stipsits Serena Au Yeong |